# Імре Ревес
Ре́вес Імре (угор. Révész Imre, справжнє прізвище — Чебраї (Csebrai), 21 січня 1859, Шаторальяуйхей, тепер Угорщина — 3 лютого 1945, Севлюш, тепер Виноградів) — угорський живописець.

## Біографія
В 1875—1880 роках навчався у Віденській академії мистецтв, у 1882—1884 роках — у М. Мункачі в Парижі. В 1906—21 роках — професор будапештської академії мистецтв. В останні роки життя працював на Закарпатті. У нього навчалися українські художники Й. Бокшай та А. Ерделі.

## Твори
Ревес є автором картин «Петефі серед народу» (1884), «Дезертир» (1887), «Вимагаємо хліба!» (1899), «Під шатром» (1903), «Старики» (1910— 20-і роки), пейзажів, ілюстрацій до віршів Ш. Петефі тощо.
Твори Ревеса зберігаються в Угорській національній галереї в Будапешті, Закарпатському художньому музеї, Київському музеї західного та східного мистецтва, Ермітажі в Петербурзі. Виставки творів Ревеса експонувалися в Ужгороді (1955) та Києві (1956).